# Campionato del mondo di calcio da tavolo 2004 - Categoria squadre femminile
Il Campionato del Mondo di Calcio da tavolo si svolse nel 2004 a Bologna.
Fasi di qualificazione ed eliminazione diretta della gara a squadre della Categoria Femminile (19 settembre).
Per la classifica finale vedi Classifica.
Per le qualificazioni delle altre categorie:
- squadre individuale Open
- squadre Open
- individuale Under19
- squadre Under19
- individuale Under15
- squadre Under15
- individuale Veterans
- squadre Veterans
- individuale Femminile

## Girone 1

### Belgio-Italia2-0
| Cynthia Bouchez    | Laura Mura     | 3-0 |
| Delphine Dieudonné | Laura Panza    | 3-0 |
| Elodie Bertholet   | Laura Petti    | 1-1 |
| Aurélie Lucq       | Loredana Ferri | 1-1 |

### Germania-Austria0-2
| Victoria Büsing  | Michaela Scherbaum | 0-9  |
| Dania Schiller   | Jennifer Kastner   | 0-2  |
| Anna-Lisa Mensel | Jennifer Radic     | 0-0  |
| ff               | ff                 | n.d. |

### Italia-Austria3-1
| Laura Petti    | Jennifer Radic     | 2-0 |
| Laura Panza    | Michaela Scherbaum | 0-2 |
| Loredana Ferri | Jennifer Kastner   | 2-0 |
| C. Marinucci   | ff                 | 3-0 |

### Belgio-Germania4-0
| Elodie Bertholet   | Victoria Büsing  | 4-2 |
| Aurélie Lucq       | Anna-Lisa Mensel | 1-0 |
| Cynthia Bouchez    | Dania Schiller   | 4-0 |
| Delphine Dieudonné | ff               | 3-0 |

### Belgio-Austria3-1
| Elodie Bertholet   | Michaela Scherbaum | 0-4 |
| Aurélie Lucq       | Jennifer Radic     | 3-0 |
| Delphine Dieudonné | Jennifer Kastner   | 7-0 |
| Cynthia Bouchez    | ff                 | 3-0 |

### Italia-Germania2-2
| Laura Petti  | Dania Schiller   | 1-0 |
| Laura Panza  | Anna-Lisa Mensel | 0-2 |
| Laura Mura   | Victoria Büsing  | 0-1 |
| C. Marinucci | ff               | 3-0 |

## Finale

### Belgio-Italia3-0
| Elodie Bertholet   | Loredana Ferri | 1-1 |
| Aurélie Lucq       | Laura Petti    | 3-1 |
| Cynthia Bouchez    | Laura Panza    | 4-0 |
| Delphine Dieudonné | Laura Mura     | 6-0 |